# Рамуне

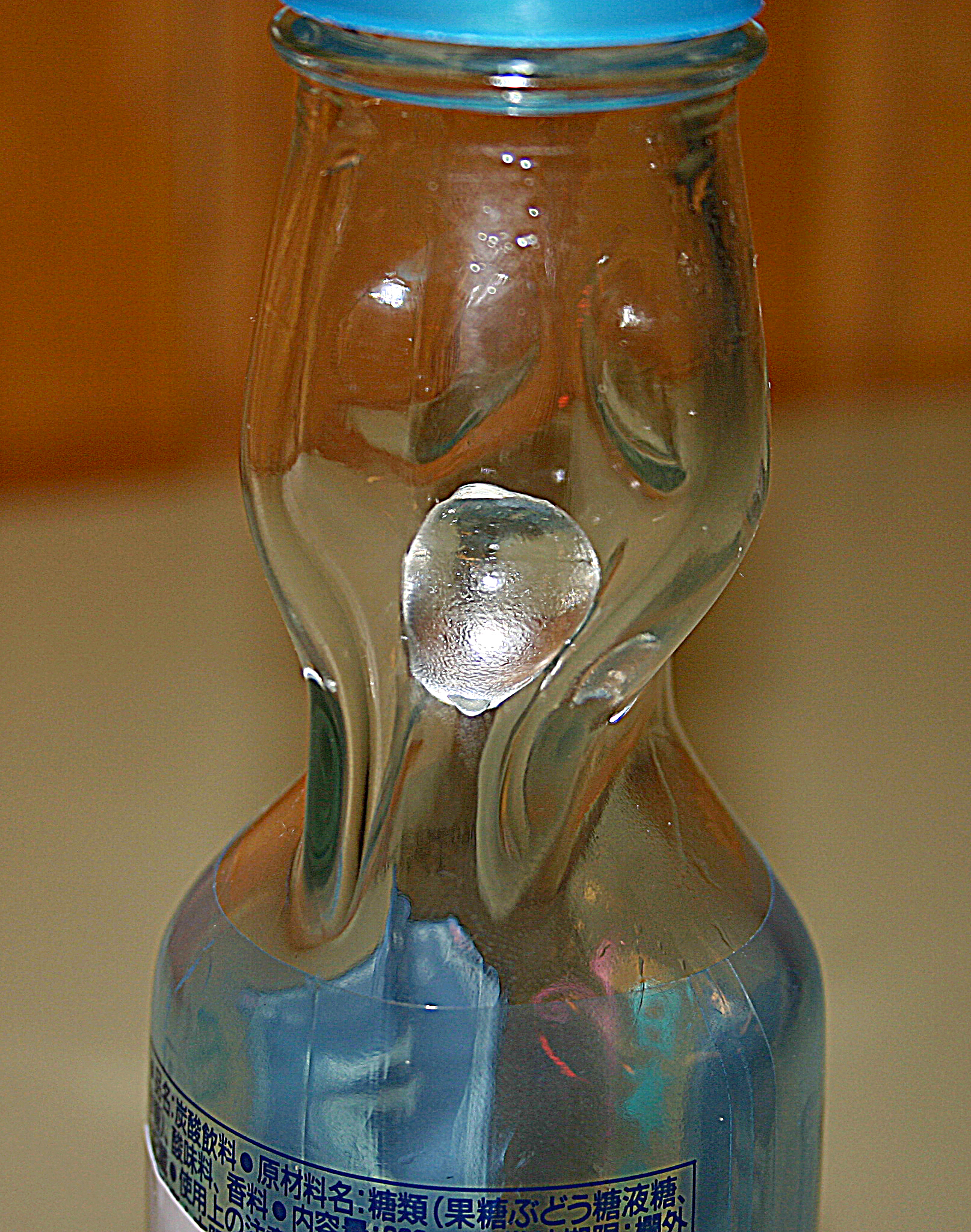
Мармурова кулька у пляшці Рамуне

Рамуне (яп. ラムネ) — це газований безалкогольний напій що виробляється в Японії з 1876 року, коли шотландський фармацевт Александер Камерон Сім представив його як препарат для боротьби з холерою. Назва цього напою походить від японської транслітерації англійського слова lemonade.

## Опис продукту
Оригінальна рецептура Рамуне складалася з води, цукру, глюкозно-фруктозного сиропу і ароматизаторів лайму та лимону, але, оскільки Рамуне не є брендом однієї компанії і випускається багатьма виробниками, рецептура і смак напою від різних брендів відрізняються.
Однією з визначних особливостей Рамуне є форма пляшки, яка називається за іменем її винахідника Гірама Кодда Кодд-подібною. Такі пляшки були розроблені спеціально для газованих напоїв і мають спеціальну мармурову кульку яка заблоковує горлечко пляшки під тиском газу при карбонуванні напою. Для того щоб відкрити пляшку, треба проштовхнути кульку всередину горлечка, де вона залишається у спеціальному жолобі.